# 프르제발스키저빌
프르제발스키저빌(Brachiones przewalskii)은 황무지쥐아과에 속하는 설치류의 하나이다. 프르제발스키저빌속(Brachiones)의 유일종이다. 중국에서만 발견된다.

## 특징
꼬리 길이 56~78mm를 제외한 몸길이가 67~103mm인 작은 설치류다. 발 길이는 22~24mm이고 귀 길이는 6~9mm, 몸무게는 최대 42g이다. 몸은 통통하고 짧은 털로 덮여 있다. 등 쪽은 모랫빛 또는 밝은 회색을 띠는 반면에 배 쪽과 다리는 희다. 귀는 작다.

## 생태
땅 위에서 주로 생활하는 육상성 동물이다. 단순한 형태의 굴을 파고, 굴 깊이는 60cm 이하이고 입구는 약 4.5cm 정도이다.

## 분포 및 서식지
중국 신장 위구르 자치구와 간쑤성 북부, 내몽골 서부의 사막 지대에 널리 분포한다. 무성한 관목으로 덮인 반영구적 모래 언덕 또는 산림 지역 근처 모래 언덕에서 서식한다.

## 아종
3종의 아종이 알려져 있다.
- B. p. przewalskii - 중국 신장위구르 자치구 중부와 동부, 간쑤성
- B. p. arenicolor (Miller, 1900) - 신장위구르자치구 타림 분지 서부
- B. p. callichrous (Heptner, 1934) - 내몽골 서부